# Desde abajo
Desde abajo est un magazine mensuel colombien de politique générale.
Desdebajo maintient des accords de partenariat avec le mensuel français Le Monde diplomatique.
- Directeur : Carlos Gutiérrez.